# Annuncio matrimoniale
Annuncio matrimoniale (Oliver the Eighth, nell'originale inglese) è un cortometraggio del 1934 con Stanlio e Ollio. Il doppiaggio originale, ora perduto, era di Carlo Cassola (Stanlio) e di Paolo Canali (Ollio). 
Fu il primo cortometraggio di Stanlio e Ollio ad essere trasmesso dalla neonata Rai, il 3 gennaio 1954 alle ore 14:45, subito dopo il primo programma in assoluto Arrivi e partenze.

## Trama
Stanlio ed Ollio sono due barbieri. Un giorno trovano per caso sul giornale un annuncio di una giovane ricca vedova in cerca di marito, così decidono entrambi di risponderle. Ollio decide di fare l'egoista buttando nel cestino la lettera di Stanlio ed imbucando solo la propria; in breve riceve la risposta: la donna lo ha invitato a cena.
Stanlio però se ne accorge, vende il negozio e raggiunge Ollio nella dimora della donna, mostrandogli la paga della barberia appena venduta: un lingotto d'oro massiccio e delle noci. Il maggiordomo si presenta come un bizzarro uomo che gioca con un mazzo di carte invisibili e serve la cena a base di piatti, vassoi e bicchieri vuoti. La situazione si ribalta: il maggiordomo rivela al duo di non essere matto ma bensì la stessa vedova, una pazza omicida di uomini chiamati Oliver, poiché fu tradita dal primo uomo della sua vita, un Oliver per l'appunto; ciò la spinse a vendicarsi di tutti gli Oliver che avrebbero incrociato la sua strada. La donna poi ordina a Stanlio e Ollio di andare a dormire e il maggiordomo li chiude a chiave nella stanza.
Mentre i due si preparano per andare a letto, trovano per caso un fucile nello sgabuzzino e con quello Stanlio ne combina di tutti i colori, come bucare il pigiama di Ollio e sparargli al piede scambiato per una mano appoggiata sul bordo del letto. Ollio, per incoraggiare Stanlio a stare sveglio tutta la notte e fare la guardia, ha escogitato un piccolo piano: Stanlio dovrà continuamente abbassare lo spago legato lungo la candela, che tiene in bilico il lingotto d'oro sopra la sua testa, onde evitare un bel bernoccolo; purtroppo sarà Ollio a beccarsi il lingotto sulla testa e si accascia svenuto sulla poltrona. La donna apre la porta e Stanlio, per riprendere il fucile che Ollio gli aveva detto rimettere al suo posto, rimane chiuso nello sgabuzzino; la donna sta per sgozzare Ollio, ma Stanlio sfonda la porta e sta per salvare Ollio quando quest’ultimo improvvisamente si risveglia nella barberia: il tutto si trattava di un sogno.

## Produzione
La pellicola venne realizzata presso gli Hal Roach Studios, a Culver City; il set inerente alla casa fu lo stesso utilizzato nel cortometraggio L'eredità.

## Distribuzione
Il più antico doppiaggio italiano esistente è quello della coppia Sordi-Zambuto del 1947, per il film di montaggio Non andiamo a lavorare (1947); incluso anche nel montaggio La ronda di mezzanotte (1952), insieme ad altre comiche di Laurel e Hardy, con alcuni dialoghi cambiati per avere un nesso logico tra le varie comiche unite. 
Negli anni '50 il film fu ridoppiato dalla coppia Fiorentini-Croccolo per altri montaggi, nel 1968 la Rai fece ridoppiare integralmente la comica dalla coppia Croccolo-Fiorentini con le musiche di Franco Potenza. Nella versione a colori italiana fu usato quest'ultimo doppiaggio.